# Wangdue Phodrang

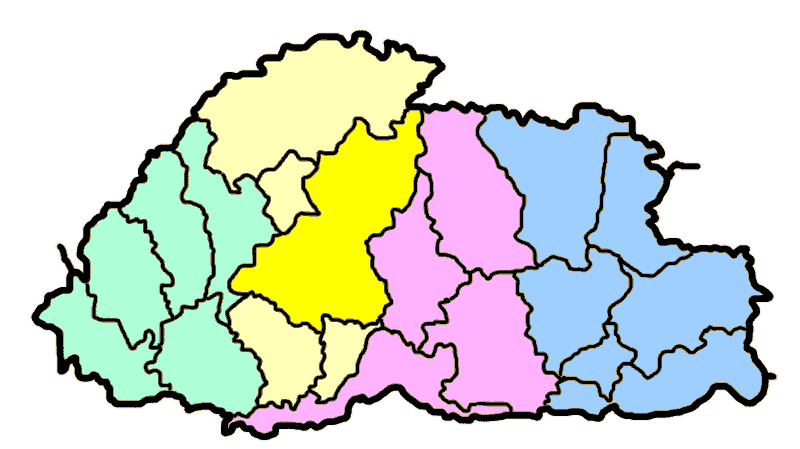
Districtul Wangdue Phodrang

Wangdue Phodrang este un district din Bhutan. Are o suprafață de 5.025 km² și o populație de 47.152 locuitori. Districtul Wangdue Phodrang este divizat în 15 municipii.

Wangdue Phodrang
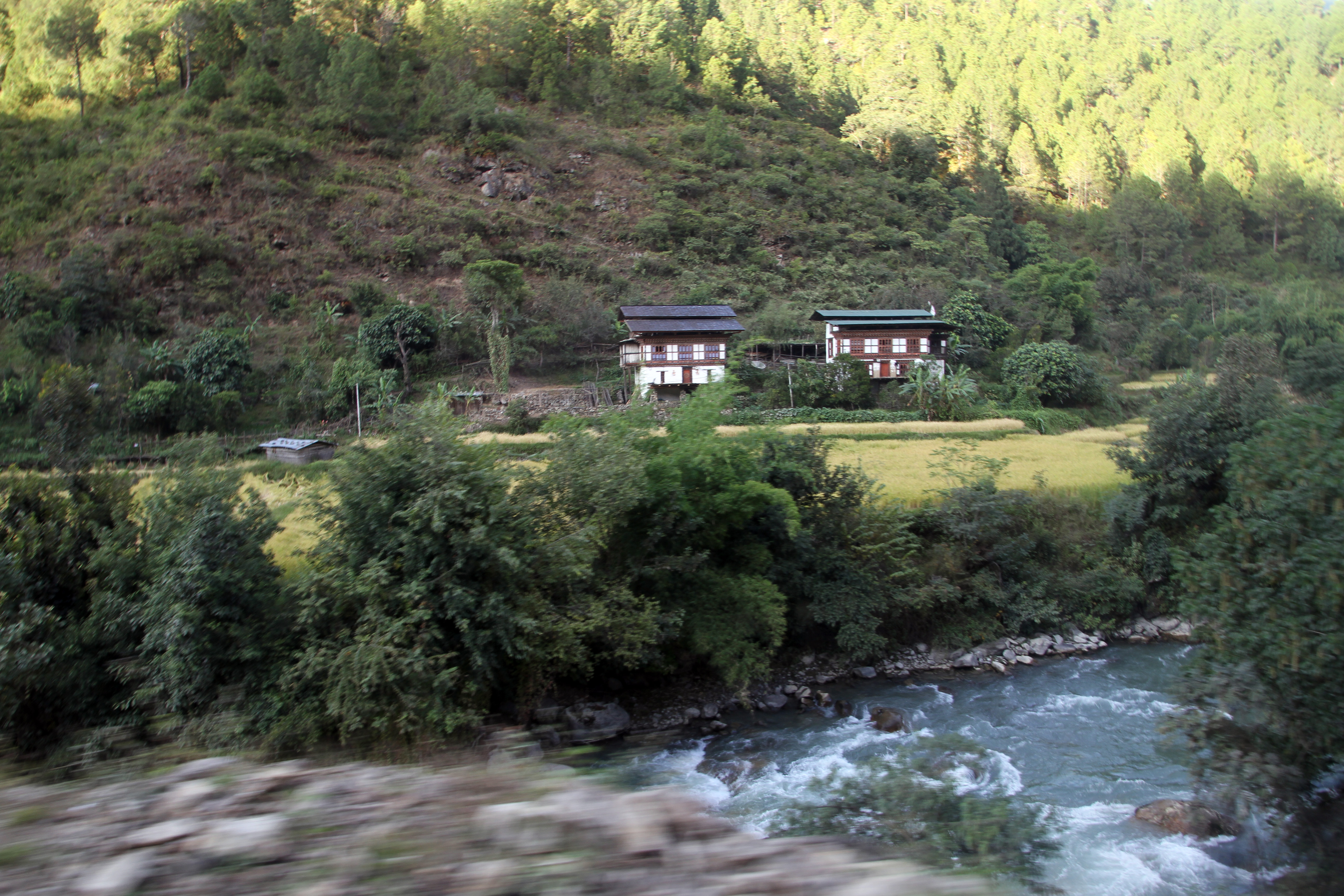
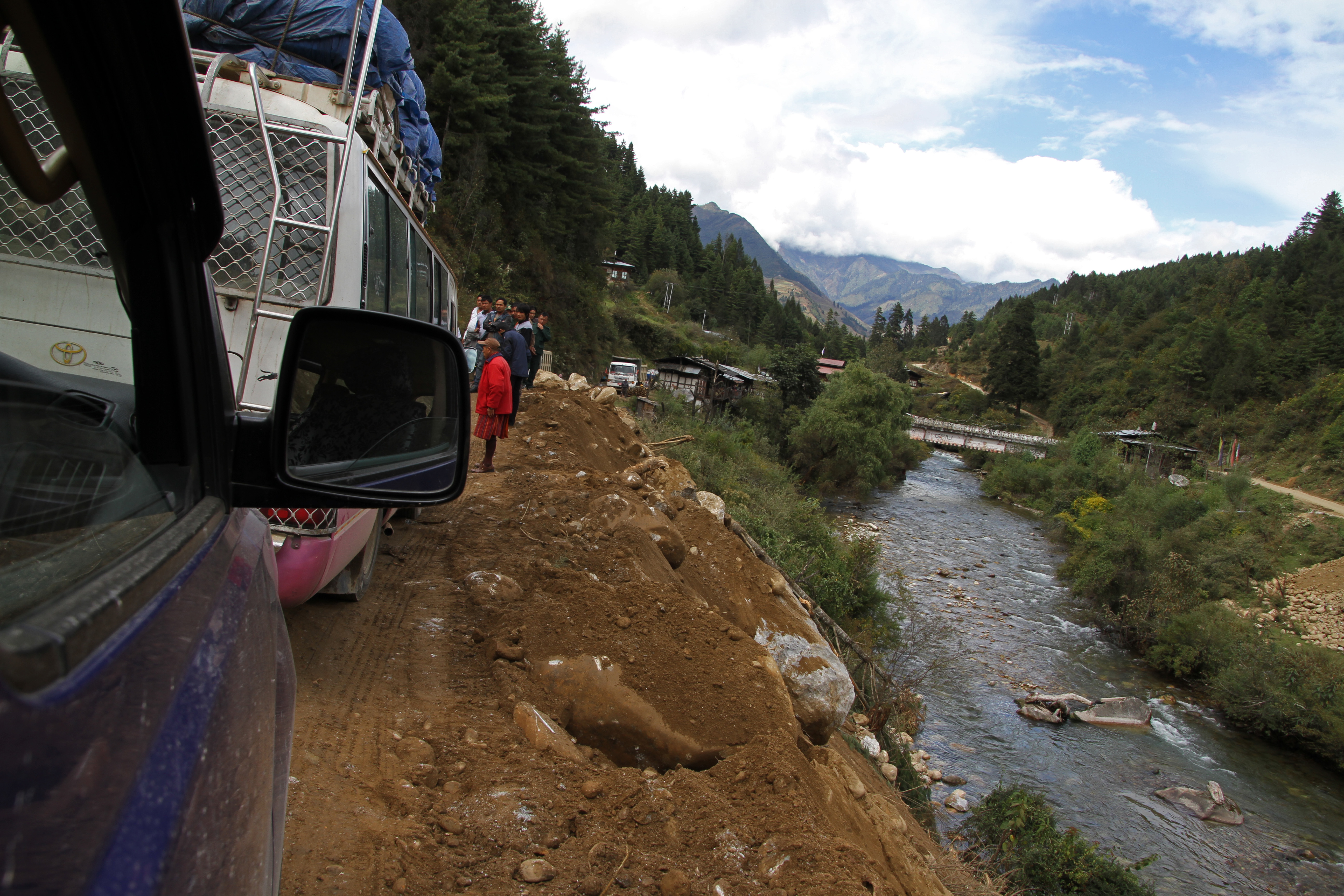
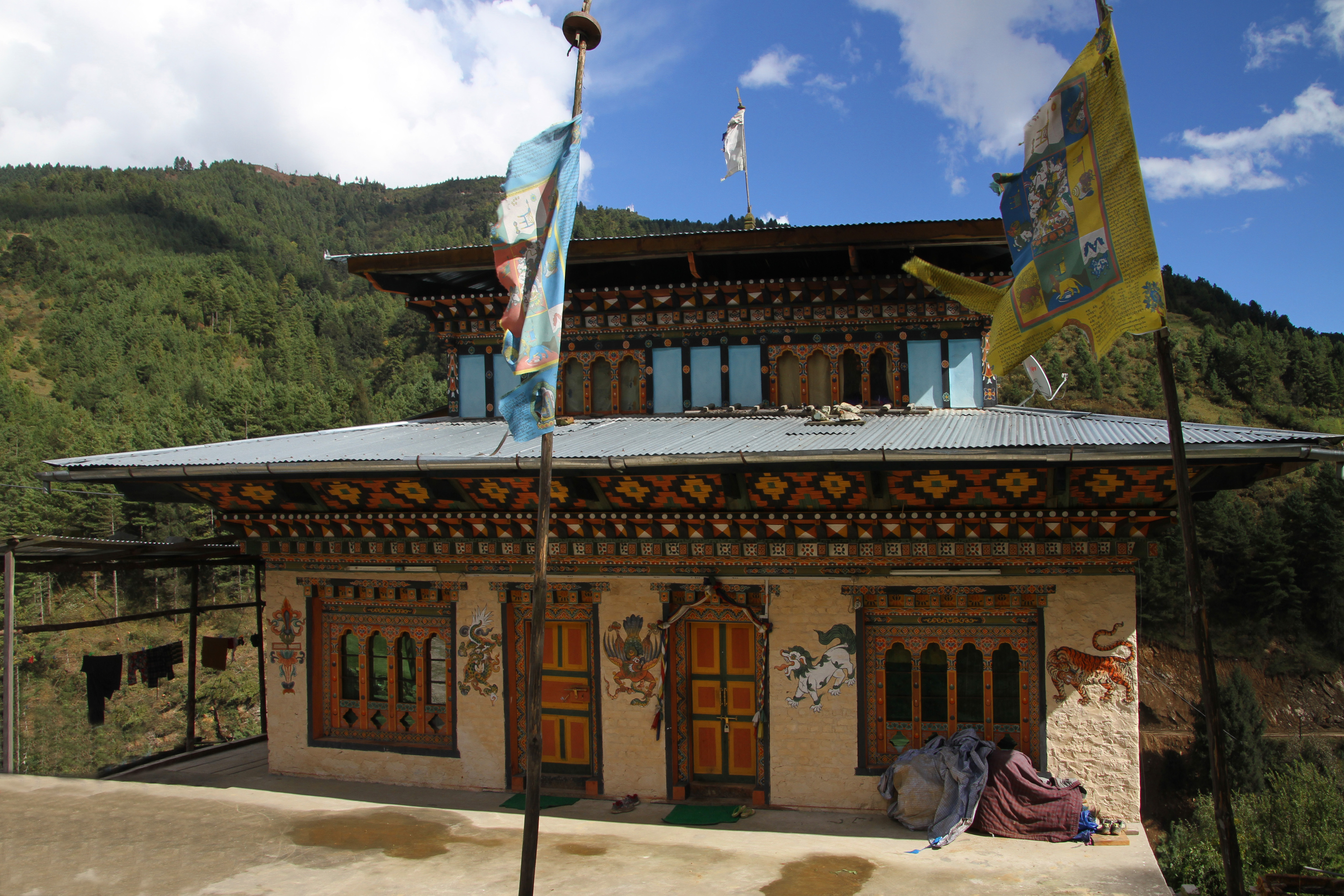
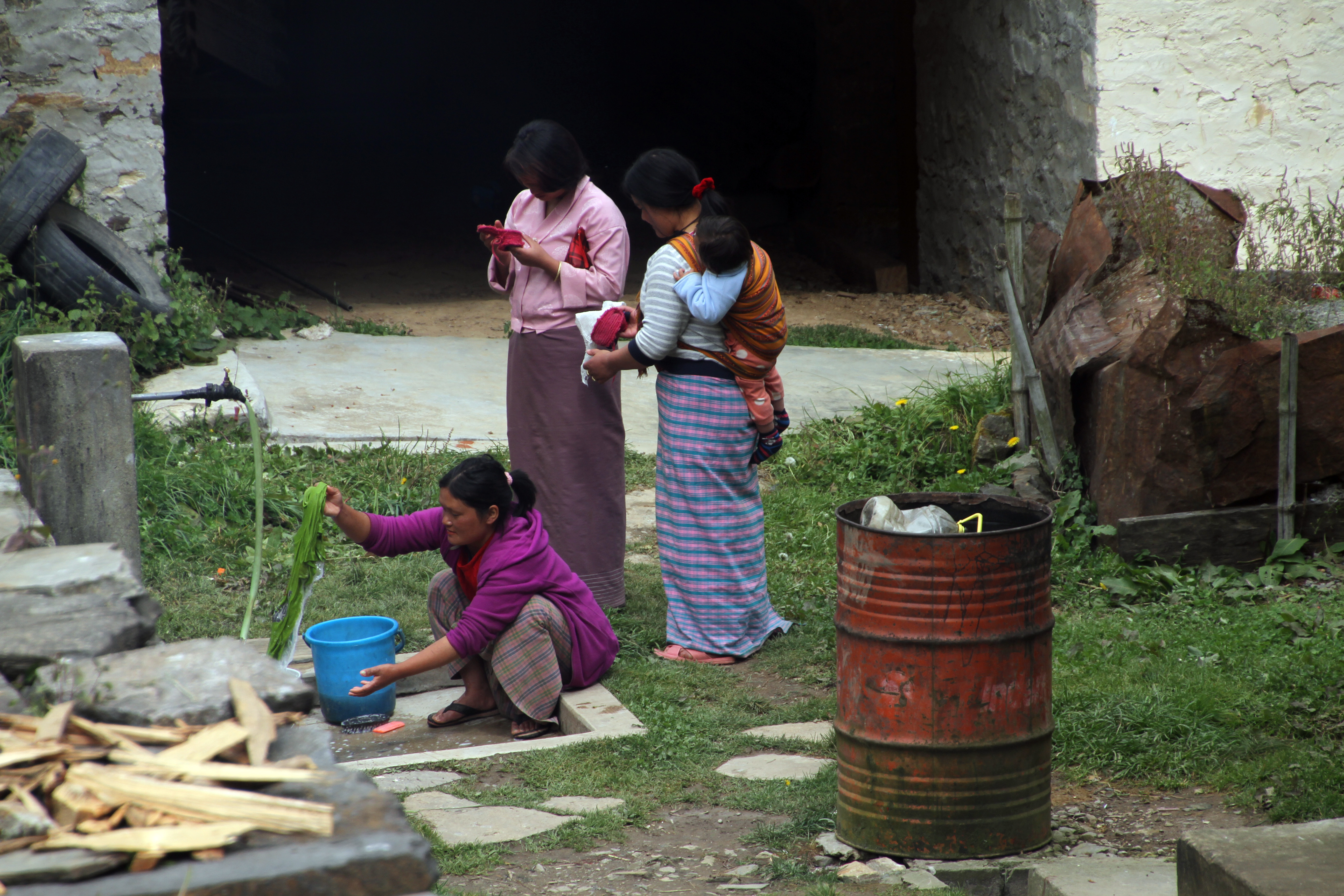
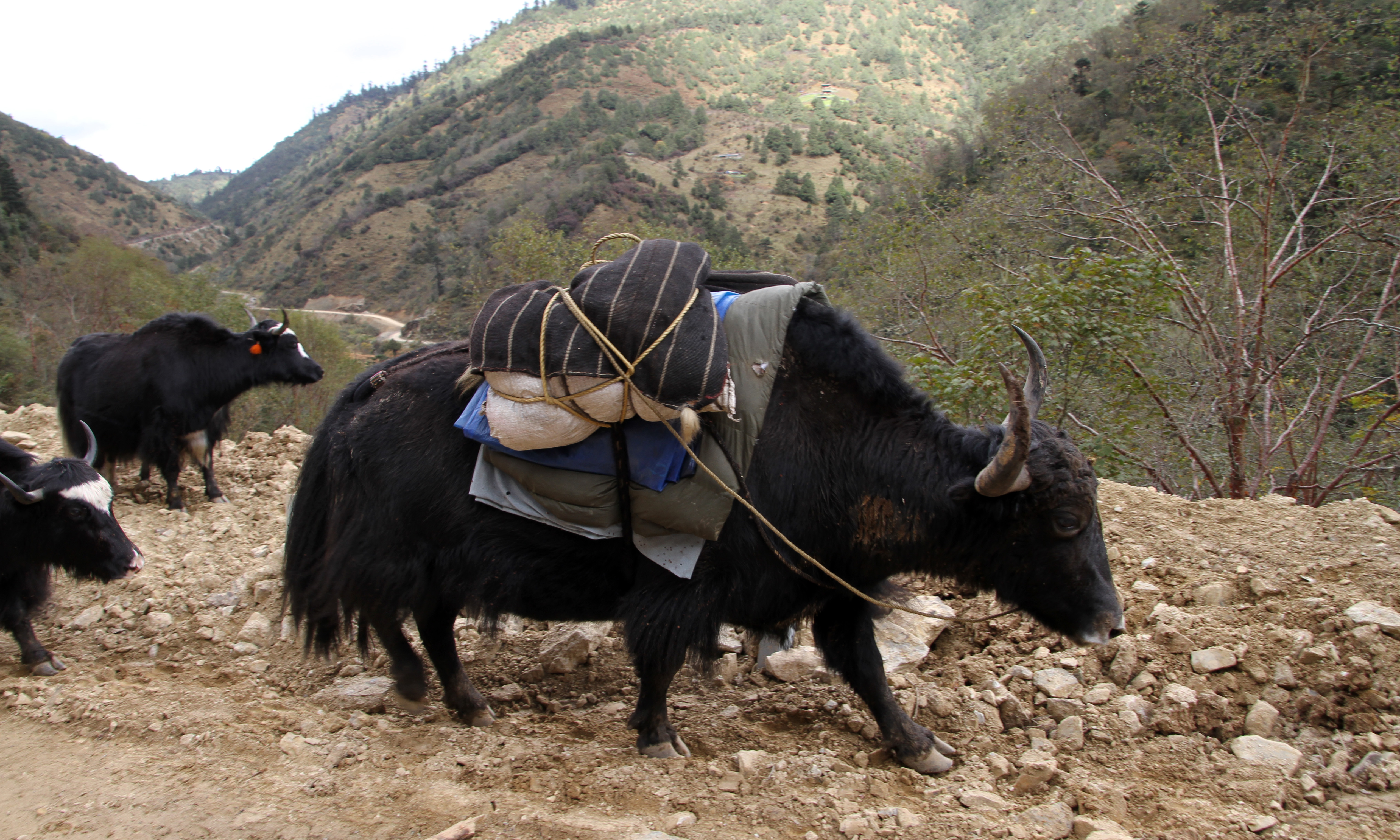
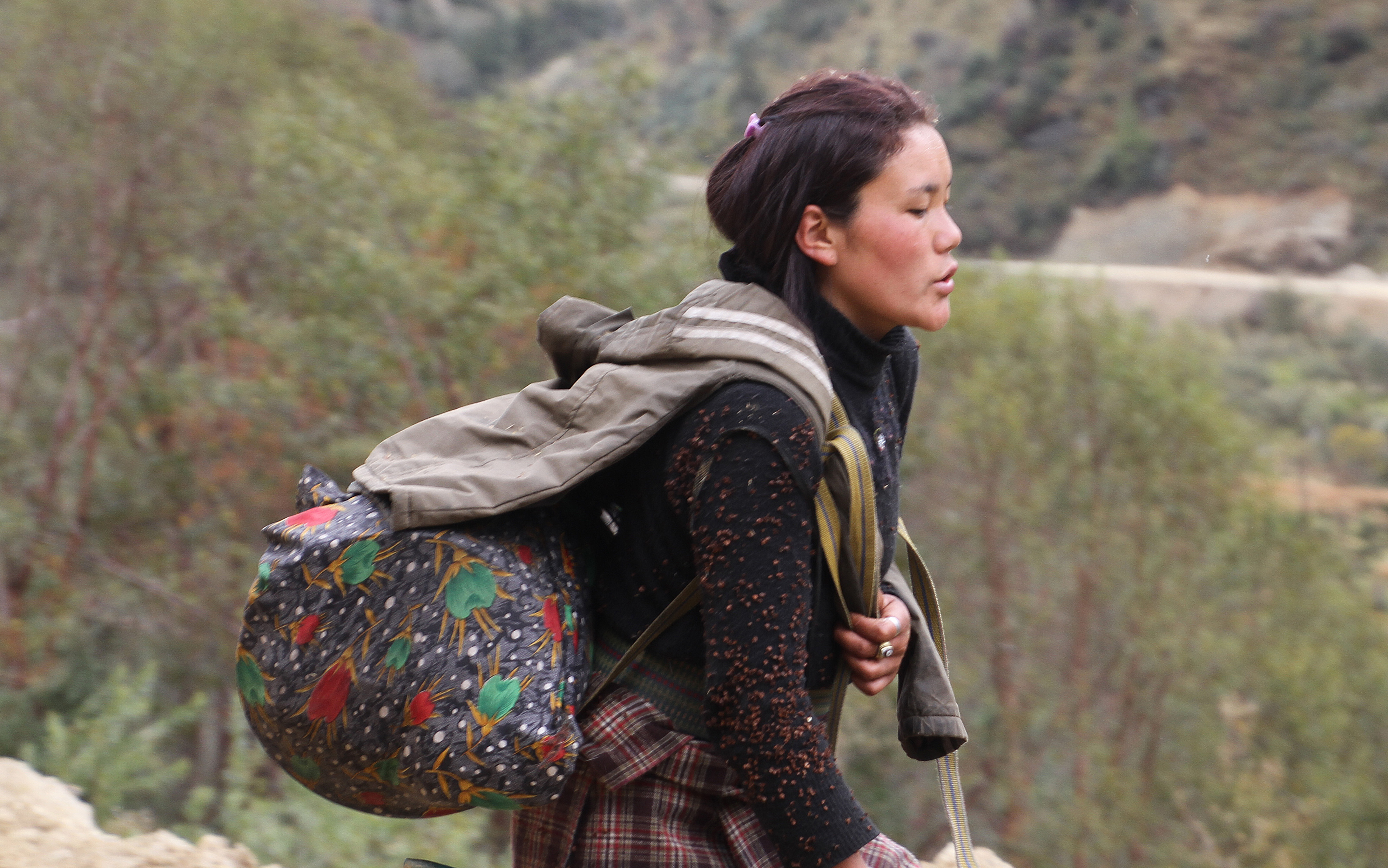